# Окони
Окони (на английски: Oconee) е северноамериканско индианско племе, член на Крикската конфедерация през 17 и 18 век, което живее на или близо до крайбрежието на Джорджия и във Флорида.

## История
Ранните исторически документи разкриват най-малко две групи, носещи името окони, които вероятно са свързани помежду си. Едната от тях живее на или в близост до бреговете на Джорджия и изглежда по-късно се местят при племето апалачи, с които впоследствие се сливат. Тази група за пръв път се споменава през 1602 г. През 1655 г. има мисия наречена Сантяго де Окони, намираща се на няколко мили от Сан Августин във Флорида. По същото време се споменава и мисията Сан Франциско де Апалачи в територията на апалачите, която от 1680 г. започва да се нарича Сан Франциско де Окони. Хората от тази мисия по-късно са абсорбирани от апалачите.
Другата група, която за пръв път се споменава от англичаните, живее на река Окони. След Войната ямаси през 1717 г. тази група се премества на източния бряг на река Чатахучи в окръг Стюарт, Джорджия. След няколко години болшинството от тях отиват в Алачуа Плейнс във Флорида, където стават ядрото на сформиращите се семиноли. Тези, които остават на Чатахучи се споменават пак през 1761 г. като живеещи в два града и разполагащи общо с 50 бойци. Тези два града не се споменават през 1832 г., точно преди преместването на криките на запад. Вероятно преди това всички окони или отиват при роднините си във Флорида, или се сливат с някое друго племе от конфедерацията.